# Tagelmaskar
Tagelmaskar (Nematomorpha) är en stam inom djurriket. De är tunna parasitmaskar som återfinns både i söt- och saltvatten. Förutom tagelmask kan de enskilda maskarna i folkmun benämnas tångnål, tagelorm, björntråd, tagelål, eller sytråd.

## Beskrivning
De ingående arterna liknar tagelstrån, och är vanligtvis bruna eller gula. Längden varierar från 15 till 160 cm, men tjockleken är bara någon millimeter. 

## Ekologi
Det vuxna djuret, ibland benämnt tagelorm eller tångnål, kan leva i både sött och salt vatten och kan även påträffas på land i närheten av vattensamlingar.
Larven lever som parasit inuti insekter, kräftdjur eller mångfotingar. Vanligtvis väljer den sötvattenslevande värddjur, men även landlevande kan utnyttjas. Det förekommer att de parasiterade djuren dör, men liten egentlig skada förefaller normalt åsamkas värddjuen, och det är inte ovanligt att de överlever utan att någon förkortning av livslängden förefaller ha skett.
De vuxna individerna kan ses under våren och sommaren.

## Utbredning
I hela världen har över 350 arter beskrivits. Av dessa har mellan 40 och 50 arter identifierats i Mellaneuropa.
I Sverige har sju arter observerats. Den vanligaste arten är Gordius aquaticus. Även i Finland är stammen vanligt förekommande, men endast arten Gordius aquaticus har säkert identifierats av Finlands artdatacenter.

## Folkliga namn
Tagelormens utseende har gett den många olika namn i folkmun, som björntråd och sytråd.